# Sub Pop 100
Sub Pop 100 es álbum compilatorio de rock de la escena de Seattle, lanzado en el año 1986. Como su nombre lo dice, este álbum fue editado bajo la supervisión de Sub Pop.
De este compilado tan sólo se editaron 5000 copias, de modo que lo convierte en algo muy popular para los coleccionistas.[cita requerida]

## Canciones
1. "Spoken Word Intro Thing" - Steve Albini (0:50)
2. "Greatest Gift" - Scratch Acid (2:03)
3. "Nothin' to Prove" (Live) - The Wipers (2:07)
4. "Kill Yr Idols" - Sonic Youth (2:47)
5. "Bananacuda" - Naked Raygun (1:41)
6. "Gila" - The U-Men (2:16)
7. "Smile On Your Face" - Dangerous Birds (2:55)
8. "Church in Hell" - Skinny Puppy (3:12)
9. "Go at Full Throttle" - Steve Fisk (2:29)
10. "Itsbeena" - Lupe Diaz (1:14)
11. "Impact Test" - Boy Dirt Car (1:22)
12. "Real Men" - Savage Republic (3:12)
13. "One Day of the Factory" - Shonen Knife (3:55)
14. "Barry White Ending" (0:22)

- Datos: Q1403000